# 향산특각
향산특각은 북한 자강도 묘향산에 위치한 김정은의 별장이다.

## 역사
향산지역에는 남쪽에서 월북한 사람들이 많이 살고 있어 북한에서 충성도가 낮은 지역이다.
묘향산은 자강도 향산군과 희천시 평안남도 영원군을 경계로하는 북한의 명산으로 평양에서 향산까지 고속도로가 뚫여 있으며, 승용차로 1시간 30분~2시간 정도 소요된다.
1994년 7월 8일, 김일성 주석이 향산특각(별장)에서 쓰러졌다. 비가 너무 많이 와서 직승기(헬기)를 띄울 수도 없었다. 그러다 결국 급성심근경색으로 사망했다. 김정일은 "향산에 진료소가 있었다면 수령님이 살아계시지 않았겠나"라며 "향산에 언제든 비상사태를 대비할 수 있는 의료설비를 갖춰놓으라"는 교시를 내려 우수 의료기기들이 이곳 향산에 들어오기 시작했다.
김일성이 향산특각에서 쓰러질 당시, 김정일은 창성특각에 있었다.
2009년 8월, 현정은 현대그룹 회장이 김정일 위원장과 묘향산 별장(특각)에서 면담을 했다. 김정일 위원장이 군 부대 시찰때 주로 이용하는 별장으로 평소에는 즐겨 사용하지 않는다.
묘향산에 위치한 김일성, 김정일 부자 특각(별장) 지하에는 김 부자가 세계 각국으로부터 받은 선물을 전시하는 국제친선기념관이 있다.
묘향산에서도 가장 아름다운 호랑령에 위치한 향산별장은 한옥 형태의 대형 복합건물로 지난 1981년에 착공해 1984년에 완공됐다.
2014년 4월 30일, 미국 존스홉킨스대학 한미연구소의 커티스 멜빈 연구원은 "김일성 주석의 '향산별장'이 2004년 당시 위성사진에 포착됐지만, 2013년 10월에 촬영한 사진에서는 모습이 사라졌다"고 자유아시아방송에 말했다. 김일성 국가주석이 숨진 곳으로 알려진 북한 평안북도의 향산별장은 묘향산에서도 가장 아름다운 호랑령에 위치하고 있으며 한옥 형태의 대형 복합건물로 지어진 초호화 별장으로 1981년에 착공해 1984년에 완공되었다.
향산별장은 자강도 향산군 묘향산 외곽에 있는 별장으로 김정은이 집권하면서 폐기된 별장이다. 2018년 기준으로, 전략군 미사일기지로 이용되고 있다.
묘향산별장(향산별장)은 묘향산에 있는 별장으로 김일성과 김정일이 자주 이용했으나 김정은은 별로 이용하지 않고 있다. 하지만 2015년 향산별장에 김정은의 전용비행장을 건설했다. 향산고속도로에서 창성별장으로 이어지는 도로에는 10리 간격으로 호위사령부 한 개 중대가 배치돼 있다. 유사시 북한 고위층이 중국으로 도주할 때 민간인들이 끼어드는 것을 막기 위해 배치된 부대들이다.
귀순한 김정일 경호원은 김일성, 김정일이 연중(年中) 절반을 별장에서 지낸다고 말했다.
강원도 원산시에 향산1특각이 있다. 이름이 비슷하다.

## 향산고속도로
김일성이 향산특각에서 쓰러질 당시, 김정일은 창성특각에 있었다. 2단계 공사가 완료된 향산고속도로를 이용해, 1시간 40분 만에 급히 묘향산의 김일성별장에 도착하였다. 별장에 도착한 김정일은 사망한 아버지의 시신을 보고 분통하여 "도로건설을 잘했다면 수령님의 임종을 볼 수 있었을 것이다."고 화를 냈다. 이에 3단계 공사를 하였다.
창성특각에서 압록강까지 지하도로가 건설되어 있다. 이를 통해 유사시 김정일이 신속하게 중국으로 도주할 수 있다. 1호 열차로 향산특각에 도착해, 향산고속도로를 이용해 창성특각으로 이동하고, 다시 지하도로를 통해 압록강까지 이동한다.

## 향산진료소
1994년 7월 8일, 김일성 주석이 향산특각(별장)에서 쓰러졌다. 비가 너무 많이 와서 직승기(헬기)를 띄울 수도 없었다. 그러다 결국 급성심근경색으로 사망했다. 김정일은 "향산에 진료소가 있었다면 수령님이 살아계시지 않았겠나"라며 "향산에 언제든 비상사태를 대비할 수 있는 의료설비를 갖춰놓으라"는 교시를 내려 우수 의료기기들이 이곳 향산에 들어오기 시작했다.

## 같이 보기
- 평양희천고속도로 - 향산고속도로